# Leontij Andrianovič Gagemejster
Leontij Andrianovič Gagemejster, in russo Леонтий Андрианович Гагемейстер? (Drostengof, 16 giugno 1780 – San Pietroburgo, 23 dicembre 1833), è stato un navigatore ed esploratore russo, di origine baltico-tedesca, nato in Lettonia. Capitano di vascello, ha esplorato l'oceano Pacifico.

## Biografia
Leontij Gagemejster, o anche Ludwig August von Hagemeister, nacque nel villaggio di Drostengof, non lontano da Cēsis, in Lettonia.
Nel 1806-1807, Gagemejster partì da Kronštadt verso l'America russa, attraversando gli oceani Atlantico, Indiano e Pacifico a bordo del suo sloop Neva. Nel 1808-1809, esplorò le coste dell'Alaska e viaggiò nel Pacifico settentrionale. Ritornò a San Pietroburgo attraverso la Siberia nel 1810. 
È stato presidente dell'ammiragliato di Irkutsk (1812-1815) e responsabile della costruzione delle prime navi per l'attraversamento del lago Bajkal. Dal 1816 al 1819, responsabile per la Compagnia russo-americana, è stato al comando della nave Kutuzov, su cui ha fatto la sua prima circumnavigazione del globo, con una sosta nell'America russa. Nel 1828-1829, Gagemejster fece la sua seconda circumnavigazione sul Krotkij. Durante questo viaggio, fece i rilievi topografici dell'atollo Kwajalein, nelle isole Marshall, specificando la posizione di alcune altre isole.
Un'isola e uno stretto in Alaska portano il nome di Gagemejster .

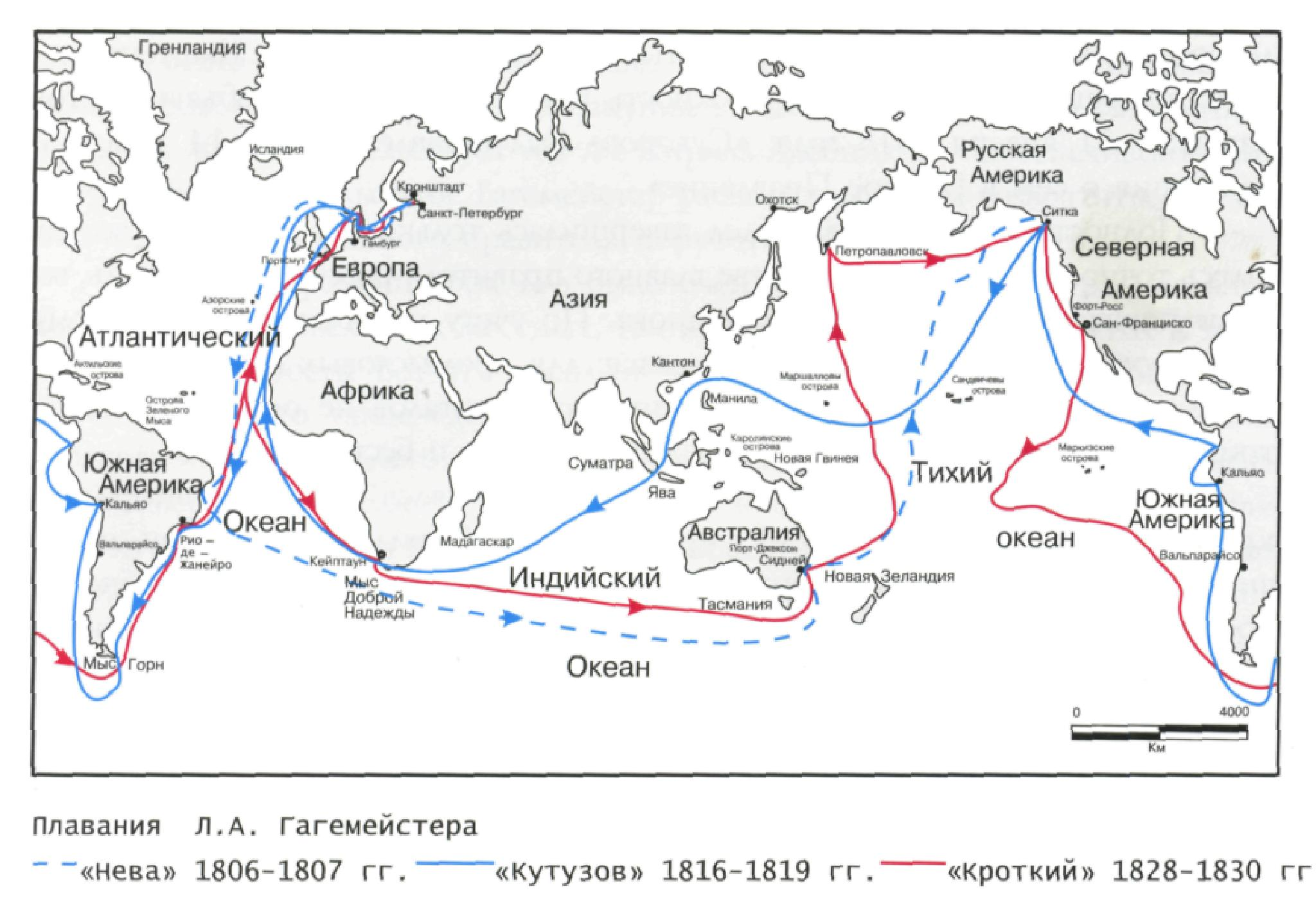
I viaggi di Gagemejster a bordo della Neva (Нева), del Kutuzov (Кутузов) e del Krotkij (Кроткий)